# Cárcel de Torrijos

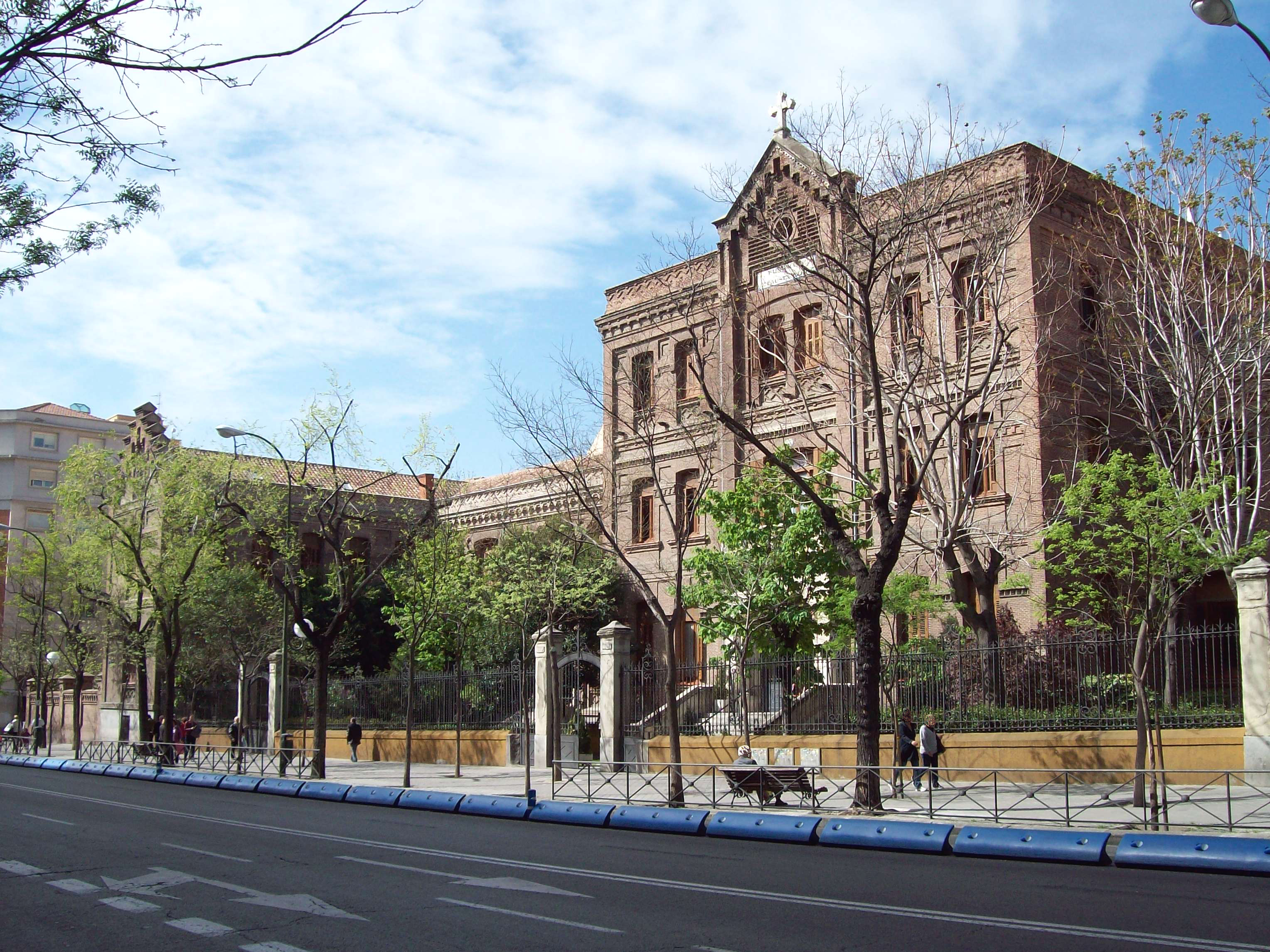
Fachada de la antigua cárcel de Torrijos a la calle Conde de Peñalver 53

La Cárcel de Torrijos (denominada igualmente como Prisión Provincial de Torrijos) fue una cárcel masculina ubicada en Madrid durante dos décadas del siglo XX. Este centro penitenciario madrileño fue diseñado por el arquitecto Daniel Zabala Alvárez en el periodo que va desde 1910 a 1914; se trata de un edificio construido con una fachada de ladrillo de estilo neomudéjar. Se encontraba ubicado en el número 65 de la antigua calle de Torrijos (desde mediados del siglo XX esa calle se pasó a denominar Conde de Peñalver nº53) y era de las más pequeñas de las diecisiete cárceles que existieron en la capital durante el periodo inicial del franquismo. A los pocos años de finalizar la guerra civil el edificio fue asignado a las actividades del Auxilio Social. En los años cincuenta fue re-asignado a la Fundación Fausta Elorz para ser un geriátrico.

## Historia
El edificio se planteó inicialmente como seminario para dar asilo a las fundaciones benéficas que se erigieron durante la Restauración española. Se asignó el diseño al arquitecto Zabala que comienza su edificación en 1910. La filántropa decimonónica Fausta Elorz financió la construcción del edificio para que fuese una residencia de ancianas regentada por una congregación de las Hijas de la Caridad: asilo de la Fundación Elorz (50 plazas). Antes del estallido de la Guerra Civil Española el edificio se incautó a la Congregación y se rehabilitó como penal de mujeres. La denominación Torrijos que toma la institución se debe al nombre de la calle. Al finalizar el conflicto, en 1939, el edificio se convirtió en la prisión provincial de hombres. Se asignó durante un periodo breve a la Sección Femenina de la Falange Española y posteriormente en los años cincuenta retorna a ser un geriátrico de la Fundación Elorz.   

## Prisioneros ilustres
A pesar de su relativamente corta duración como institución penitenciaria que abarca el periodo del 39 al 40, allí fueron recluidos diversos personajes con cierta relevancia en la segunda República Española. El 15 de mayo de 1939 el poeta Miguel Hernández fue detenido en la frontera con Portugal (Rosal de la Frontera) y entregado a la Guardia Civil para ser trasladado preso a Madrid. Al poco de ser recluido en la cárcel de Torrijos escribe a su mujer Josefina Manresa, es precisamente cuando ella le responde describiendo la precariedad en la que vive ella con su hijo. Esta situación le inspira a escribir, entre otros, el conocido poema: Nanas de la cebolla. Al no cantar el himno franquista fue castigado a barrer el patio de la prisión durante una semana, acto que le inspiró igualmente a escribir el poema de ascensión de la escoba. Miguel Hernández estuvo recluido en este edificio cuatro meses, hasta el 15 de septiembre de 1939. Fecha en la que inesperadamente se le concede la libertad. Durante este periodo coincidió con algunos de sus amigos como son: Fernando Fernández Revuelta, oficial del Ejército republicano y periodista; el militar republicano Fidel Manzanares Muñoz; Luis Rodríguez Isern; el poeta madrileño Germán Bleiberg.
La cárcel de Torrijos fue lugar de reclusión igualmente del químico español Enrique Moles Ormella (director general de pólvoras y explosivos del gobierno republicano) en agosto de 1939, lugar donde continua con su labor investigadora escribiendo algunos artículos relativos a las propiedades de los gases. Es puesto en libertad en octubre de ese mismo año. El médico español Luis Calandre (fundador del Hospital de Guerra de Carabineros) fue recluido en estas dependencias al finalizar la guerra.
Otro de los prisioneros en esta cárcel fue el gran maestro del humor Miguel Gila que coincidió con Miguel Hernández, ambos republicanos y milicianos pertenecientes al 5.º Regimiento.